# Eflani (district)
Eflani is een Turks district in de provincie Karabük en telt 9.592 inwoners (2007). Het district heeft een oppervlakte van 586,6 km². Hoofdplaats is Eflani.
De bevolkingsontwikkeling van het district is weergegeven in onderstaande tabel.
| 1997   | 2000   | 2007  |
| ------ | ------ | ----- |
| 13.027 | 12.270 | 9.592 |